# Osiedle Za Żelazną Bramą

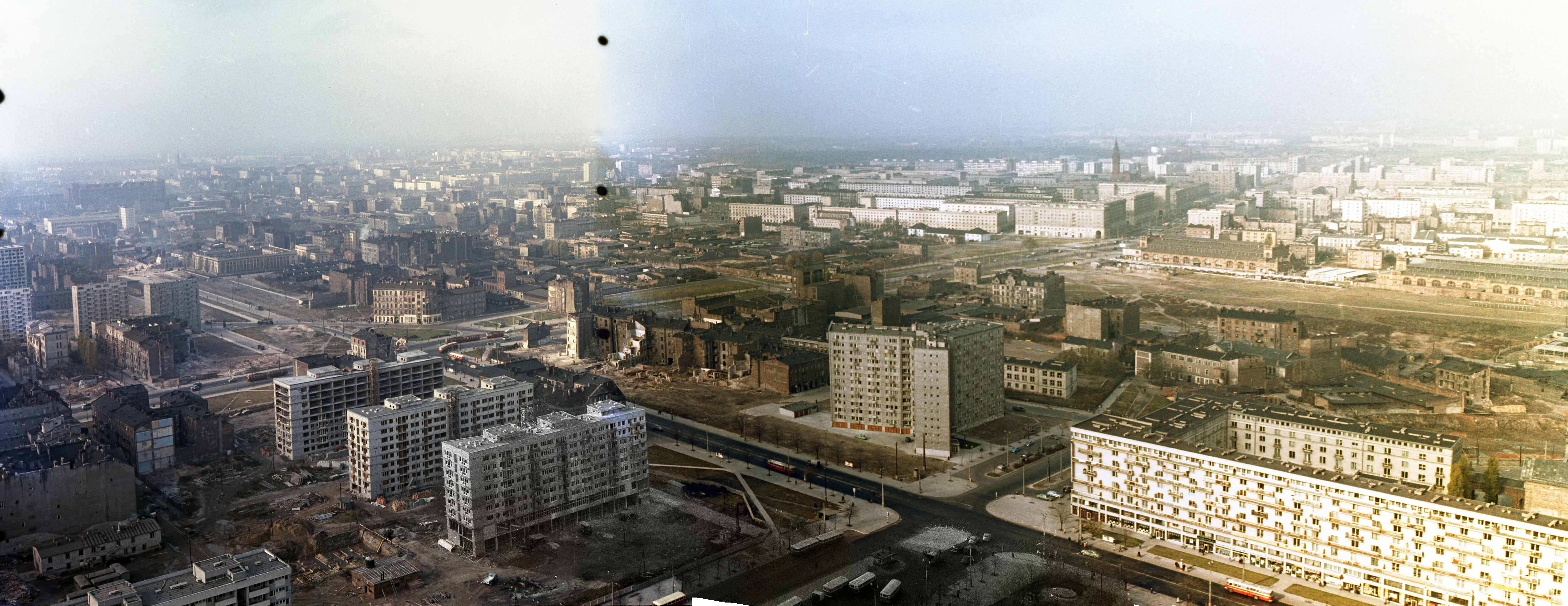
Teren przyszłego osiedla znany w latach 60. jako Dziki Zachód

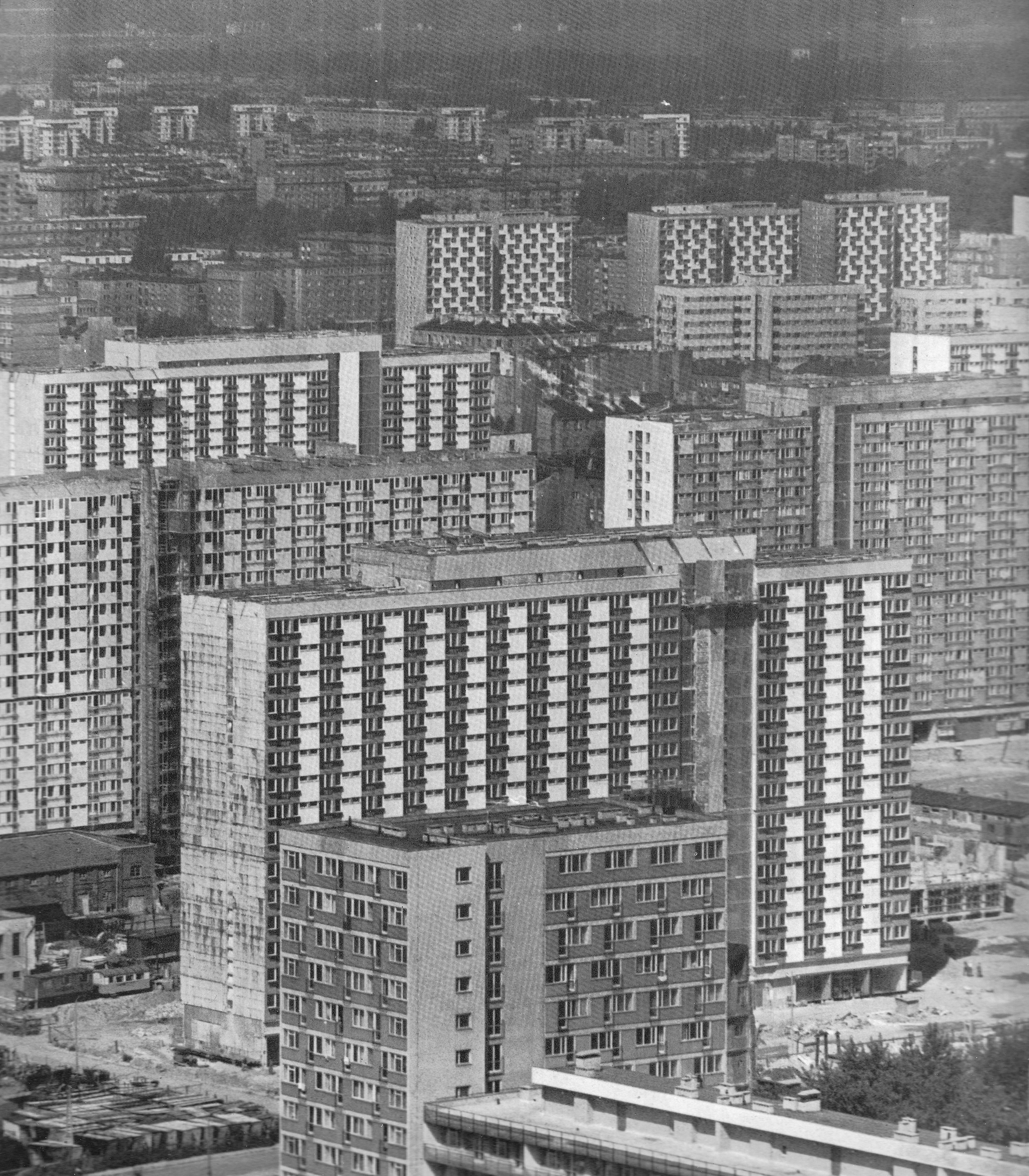
Osiedle Za Żelazną Bramą w latach 70.

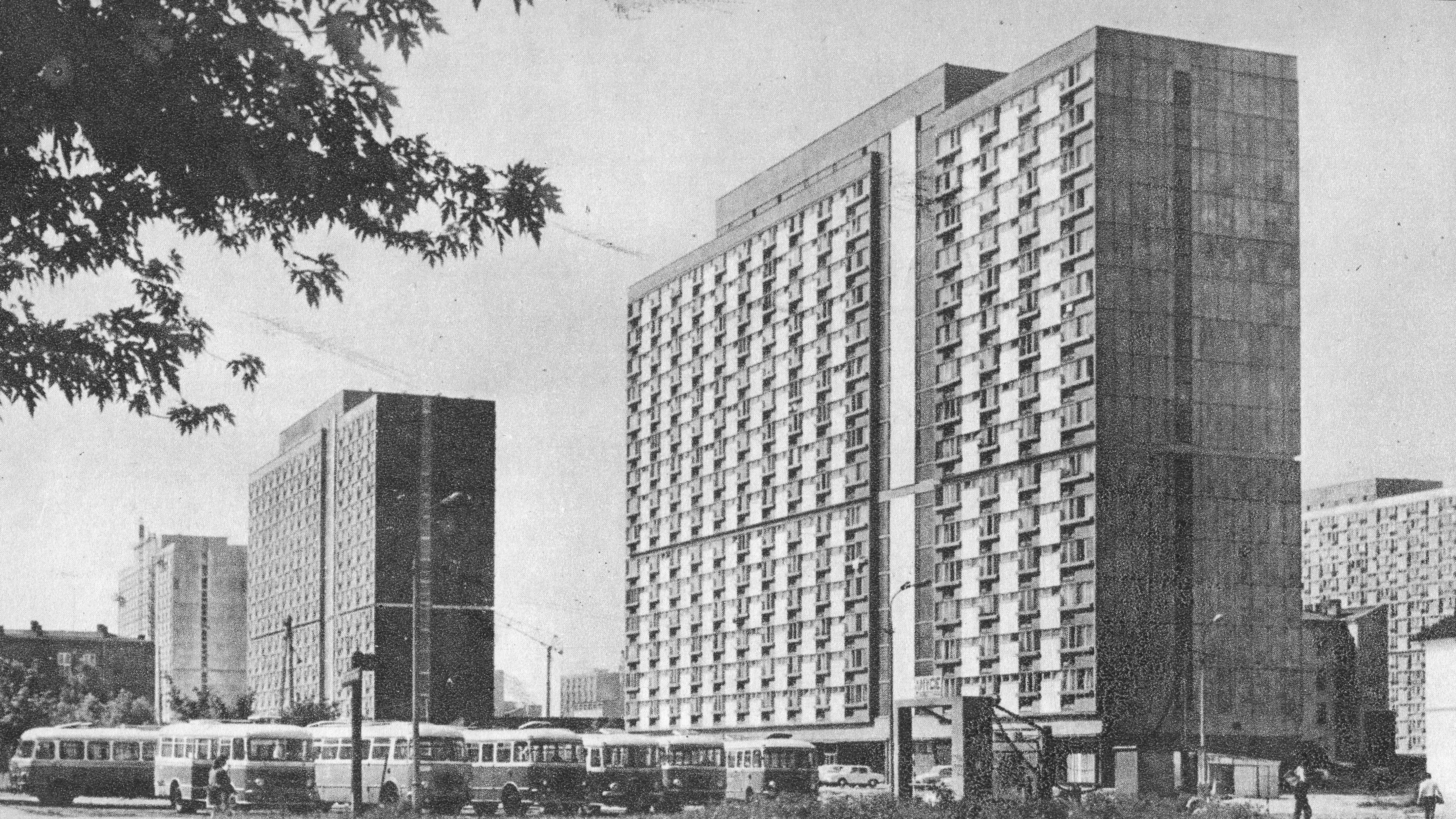
Bloki osiedla w rejonie al. Marchlewskiego i ul. Ciepłej ok. 1971

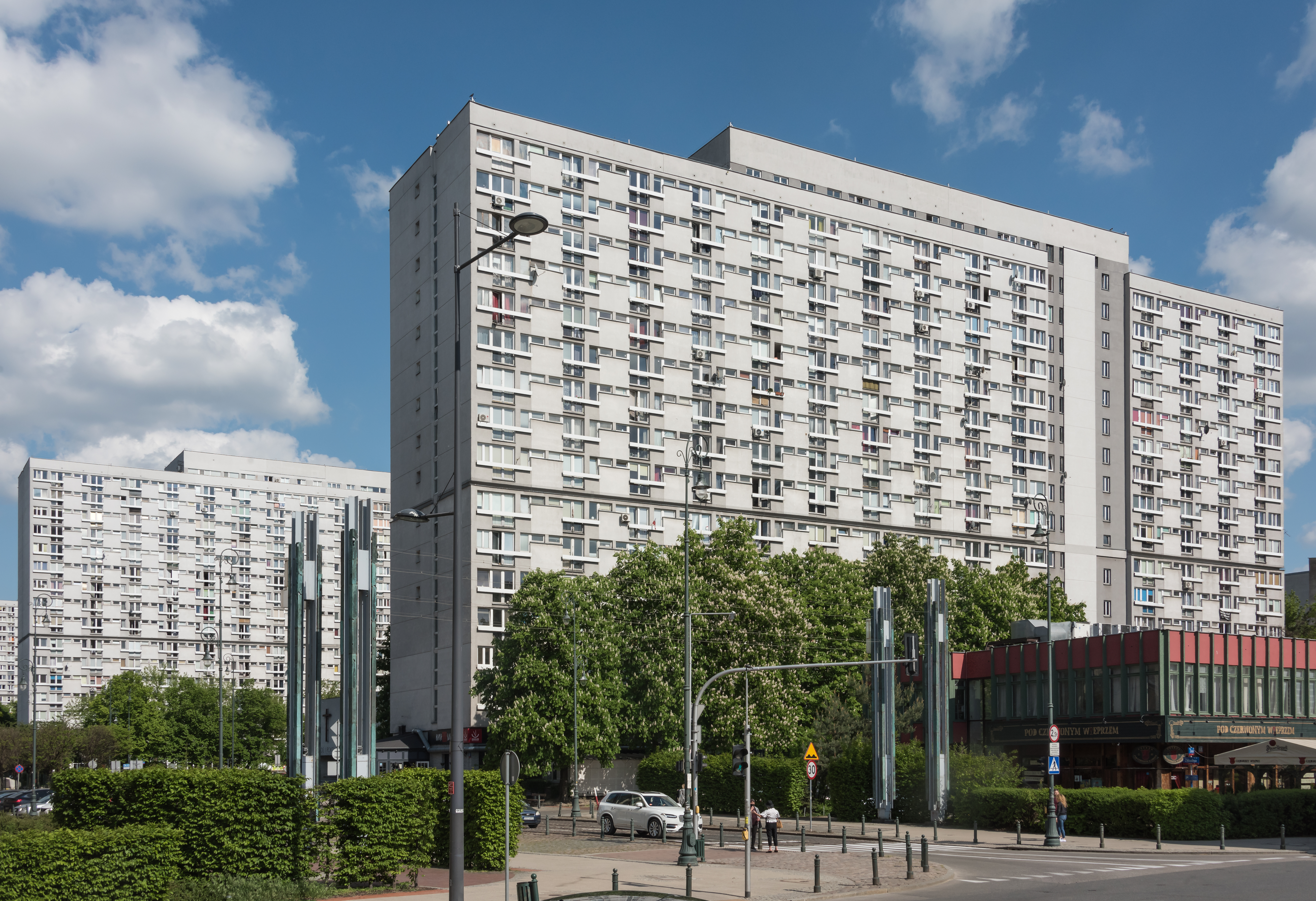
Bloki osiedla widziane z ul. Żelaznej

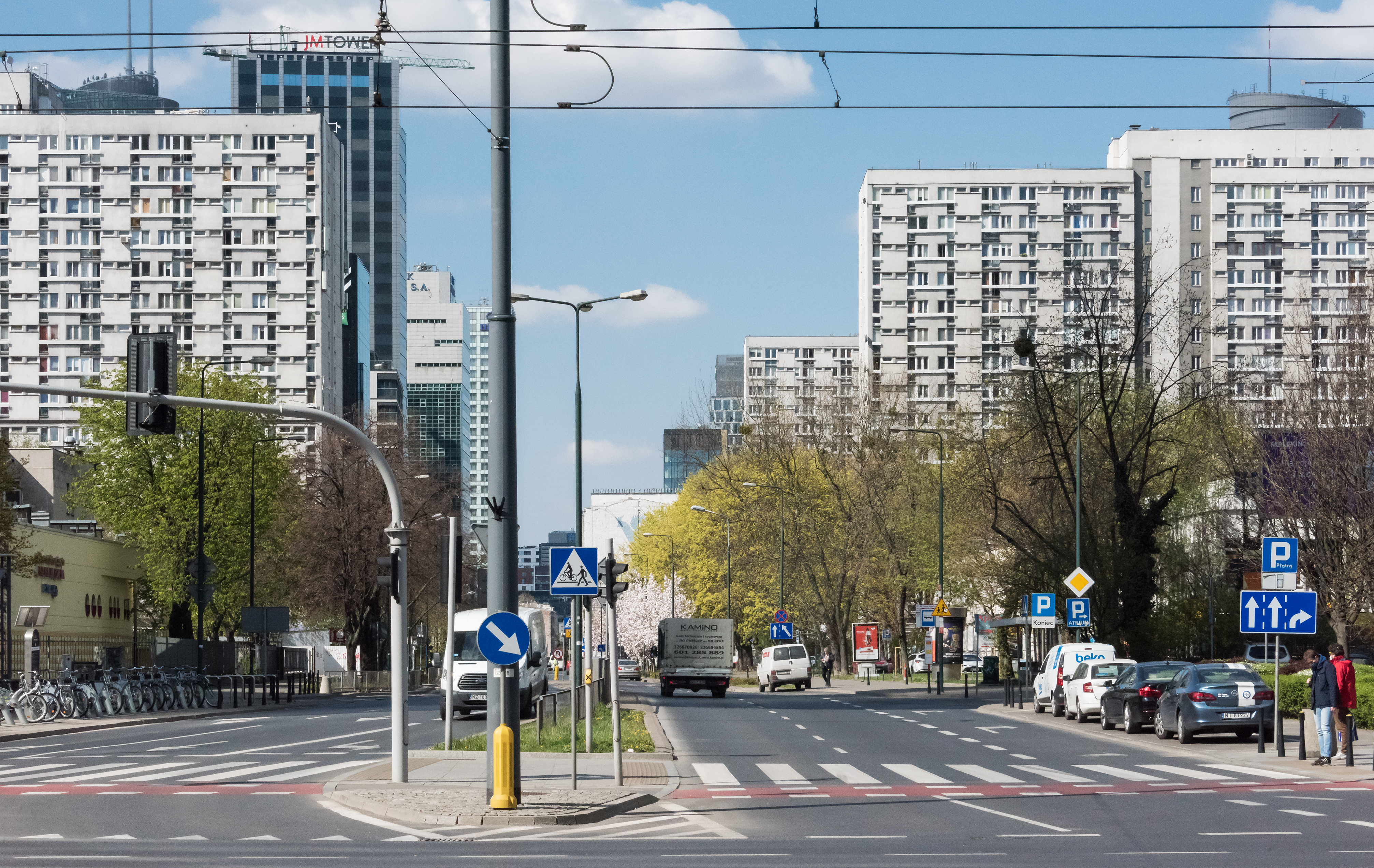
Bloki osiedla przy ulicy Grzybowskiej

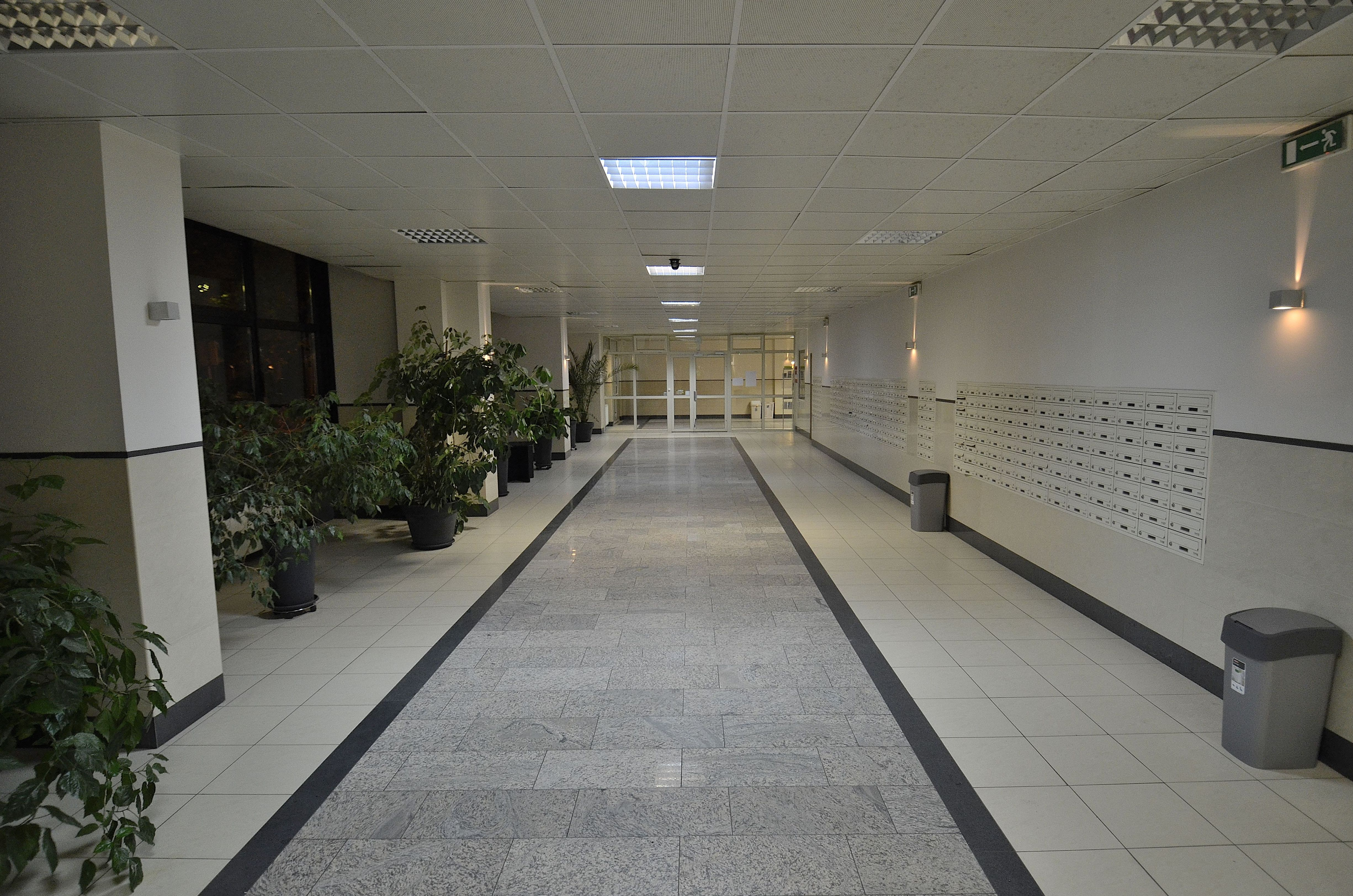
Hol typowego bloku (ul. Graniczna 4)

Osiedle Za Żelazną Bramą – warszawskie osiedle mieszkaniowe zbudowane w latach 1965–1972 na obszarze Mirowa, w dzielnicach Wola i Śródmieście.
Nazwa pochodzi od nieistniejącej już Żelaznej Bramy, będącej wejściem do Ogrodu Saskiego. Brama znajdowała się na Osi Saskiej po zachodniej stronie dzisiejszego pasa dzielącego jezdnie ul. Marszałkowskiej.

## Historia
Osiedle zostało wybudowane w latach 1965–1972, jako zwycięski projekt w konkursie SARP nr 322 z 1961. Autorami byli absolwenci Wydziału Architektury Politechniki Warszawskiej: Jerzy Czyż, Jan Furman, Andrzej Skopiński, Jerzy Józefowicz, Marek Bieniewski i Stanisław Furman. Projekt konkursowy zakładał budowę 11 bloków o długości 100 m i wysokości 11 kondygnacji oraz kilkunastu niższych bloków wieloklatkowych. Bloki miały stanowić wobec siebie kontrast, a program osiedla uzupełniać miały pawilony usługowo-handlowe oraz placówki służby zdrowia i oświaty. Oryginalny projekt zakładał ograniczoną ilość terenów zielonych, skoncentrowanych wokół głównego bulwaru spacerowego.
Pomiędzy 1961 a 1965 projekt uległ daleko idącym modyfikacjom z uwagi na naciski władz partyjnych i państwowych. Zwiększono gabaryty i liczbę wysokich bloków oraz zrezygnowano z budowy mniejszych budynków. Ostateczna wysokość 16 kondygnacji wynikała z potrzeby zwiększenia liczby mieszkańców osiedla do 18 tysięcy. Władze nie zgodziły się na wyposażenie bloków w balkony z przyczyn oszczędnościowych.
Osiedle jest położone na obszarze 33 ha pomiędzy Ogrodem Saskim a ulicami: Królewską, Twardą, Prostą, Żelazną i Elektoralną. Równocześnie z budową dokonano zadrzewienia osiedla. Składa się z 19 długich, 16-kondygnacyjnych budynków z dużą liczbą mieszkań (300 lub 420 mieszkań w jednym bloku), w dużej części z ciemnymi kuchniami. Bloki zostały ustawione długimi elewacjami w kierunku wschód-zachód, a wąskimi ścianami szczytowymi na północ i południe.
Standard zabudowy jest zróżnicowany, poszczególne budynki zawierają mieszkania różnej wielkości. W każdym budynku posiadającym 420 mieszkań jest po 210 mieszkań typu M2 (27 m²) i 210 mieszkań typu M3 (39 m²). W każdym budynku posiadającym 300 mieszkań jest po 240 mieszkań typu M4 (48 m²) i po 60 mieszkań typu M5 (57 m²). W budynkach zainstalowano półautomatyczne windy na licencji szwedzkiej.
Mieszkania z początkowego okresu budowy były wyposażane w parkiety. Każdy korytarz i każde mieszkanie wyposażone zostały w nowatorskie jak na budownictwo PRL tzw. okna francuskie (okna o wysokości całej kondygnacji). Zabezpieczenie przeciwpożarowe stanowią tzw. suche piony dla straży pożarnej (dwa na każdy budynek), czyli puste rury do rozprowadzania wody dla zaworów hydrantów na każde piętro. W przypadku podłączenia pionów do chodnikowych hydrantów mieszczących się przy każdym budynku system pozwala na nieskończone zasoby wody dla celów ratowniczo-gaśniczych. Partery wszystkich domów zostały wyposażone w szklane witryny o wysokości piętra (każdy budynek został zaprojektowany na żelbetowych słupach zwanych w języku francuskim pilotis, według zasad najsłynniejszego architekta modernizmu Le Corbusiera), przeznaczone zgodnie z zamierzeniami architektów głównie na cele handlowo-usługowe. Powoduje to, iż każdy blok przyciąga nawzajem klientów z budynków sąsiednich, co generuje przychody dla prywatnych drobnych przedsiębiorców, nowe inwestycje i dbanie o estetykę budynków. W skład osiedla wchodzą także niższe budynki. Łącznie osiedle zamieszkuje ponad 25 tysięcy mieszkańców.
Wbrew obiegowym opiniom nie jest to osiedle zbudowane z wielkiej płyty, a w nowatorskiej na swoje czasy w mieszkaniówce technologii budowlanej „Stolica” − monolitycznych betonów wylewanych, co czyni konstrukcję budynków bardziej wytrzymałą. Przy pomocy szalunków wylewano betonem konstrukcję nośną, a po związaniu ponawiano czynność piętro wyżej. Inne ściany (np. elewacyjne) są wybudowane z pustaków. System ten przetestowano wcześniej przy okazji wznoszenia osiedla Prototypów.
Budynki osiedla zostały zaprojektowane z myślą o funkcji społecznej. Na parterach znajdują się hole o dużej powierzchni, które po dziś dzień służą zgromadzeniom mieszkańców, organizowane są zebrania (np. wybory do rady osiedla), wystawy i inne akcje o charakterze społeczno-kulturalnym (np. projekt „Jak pachniała kiedyś ul. Krochmalna” czy też spektakl operowy). Na poszczególnych piętrach zostały zaprojektowane odpowiednio mniejsze przestrzenie (zlokalizowane przy windach) przeznaczone dla ludzi zamieszkujących daną kondygnację. Wiele z nich zostało zabudowanych i włączonych do sąsiadujących mieszkań jako dodatkowe pokoje. Jednak część z nich w dalszym ciągu służy za miejsca spotkań. Przestrzenie wspólne różnie funkcjonują w poszczególnych blokach; w niektórych są wyremontowane i służą tak jak zakładali projektanci.
Miejska legenda głosi, że Władysław Gomułka podczas prac nad projektem osobiście naciskał na architektów celem ograniczenia „luksusów” dla mieszkańców, włącznie z wprowadzeniem wspólnych łazienek, kuchni i ubikacji dla wielu mieszkań.

### Lata 90. XX w.
Osiedle w latach 90. zostało podzielone na dwie spółdzielnie, granica między nimi przebiega dokładnie tak jak granica między dzielnicą Śródmieście, a dzielnicą Wola.
Od lat 90. XX w. na terenie osiedla zaczęła być intensywnie prowadzona zabudowa kolejnymi budynkami. Częściowo jest to zabudowa z pogwałceniem oryginalnej koncepcji urbanistycznej, częściowo natomiast zabudowywanie umyślnej rezerwy pod przyszłą zabudowę w okolicy alei Jana Pawła II. Na nową część składają się m.in. zwarta zabudowa pasa wzdłuż zachodniej strony ul. Jana Pawła II, częściowe wypełnienie północnych stron ul. Krochmalnej i ul. Grzybowskiej, bryły hoteli Mercure (zburzony w 2012 roku), Westin, Radisson, wieżowce TP S.A. i PZU.
Również w latach 90. XX w. zaczęła się powolna modernizacja budynków. Zmiany z powodu ograniczonych funduszy postępowały i postępują stopniowo. Wymieniono instalację wodociągową, także okna i drzwi wejściowe przestrzeni wspólnych (korytarze, hole), wymieniono okna w wielu mieszkaniach. Budynki zostały ocieplone, wymieniono dużą część wind. Wprowadzono domofony, zazwyczaj dublujące się jeszcze na poszczególnych kondygnacjach. W toku prowadzonych zmian wprowadzono szereg ingerencji w oryginalne projekty architektoniczne (zmiana rysunku elewacji przez zamurowanie przeszklonych ścian tzw. luksferów, poprzegradzania przestrzeni holu itp.). W połowie lat 90. pojawił się pomysł zwiększenia powierzchni mieszkań przez dowieszenie do elewacji przybudówek z blachy trapezowej. Budynki osiedla wielokrotnie krytykowano w prasie i w książkach już w czasach Polski Ludowej. Najczęściej podkreślano takie wady jak absurdalnie małe powierzchnie mieszkań, kuchnie bez okien, chaotyczne rozmieszczenie bloków na planie zburzonego przez Niemców miasta, niski standard wykonania, radykalnie modernistyczny projekt niedostosowany do wysokich wymagań każdego człowieka. W ostatnich czasach pojawiają się również pozytywne opinie wśród krytyków architektury mówiące, że OZŻB doskonale wpisuje się we współczesny styl życia młodych warszawiaków.
Obecnie osiedle zamieszkuje zauważalna grupa osób pochodzenia azjatyckiego (głównie z Wietnamu), jak również studenci w trakcie wymiany międzynarodowej.

## Inne informacje

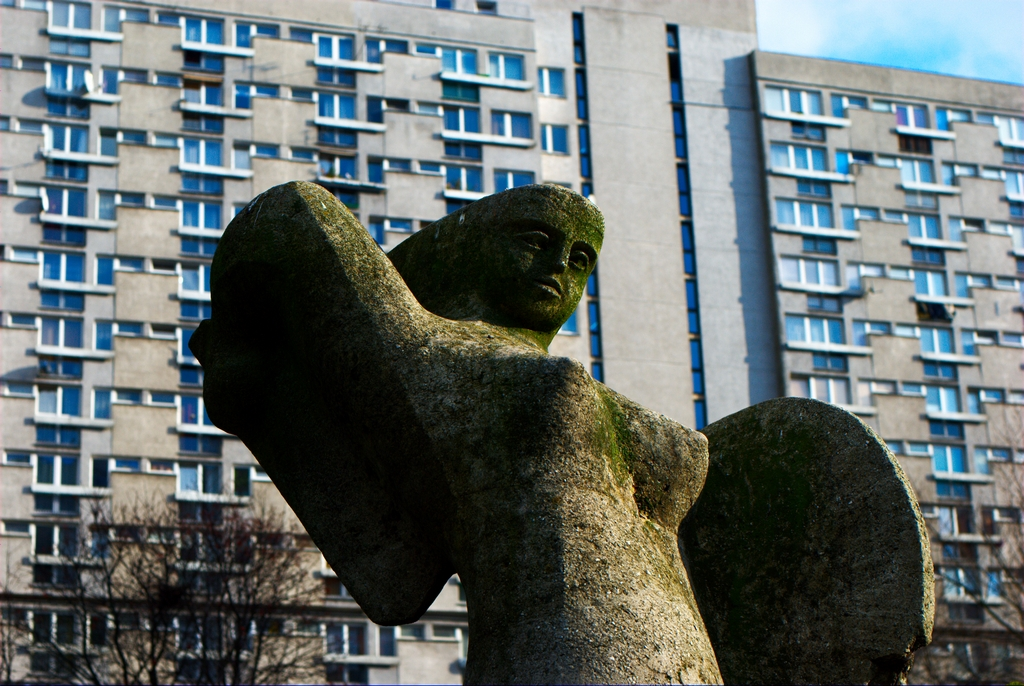
Rzeźba Syrenki. W tle jeden z bloków osiedla, w którym zamurowano luksfery podczas remontu w latach 90. XX wieku. Po likwidacji luksfer fasady bloków straciły swoje podobieństwo do wybitnych realizacji bloków mieszkalnych w Europie Zachodniej

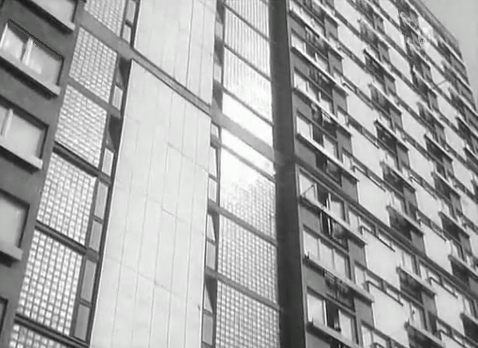
Oryginalne luksfery na fasadach przed ich likwidacją w latach 90. Luksfery mocno doświetlały wnętrza wspólne w budynkach, a także dawały efekt smukłej, spójnej i nowoczesnej elewacji

- Anna Maria Jopek nagrywała swój wokal na płytę Nienasycenie w jednym z mieszkań na osiedlu[15].
- Osiedle Za Żelazną Bramą zostało wyposażone we własny asfaltowy kort tenisowy (także do badmintona) na skwerze przy ul. Krochmalnej 2. Ogólnodostępny, bez ogrodzenia, z urządzeniami do montażu siatki, z gotowym malowaniem i z długimi ławkami na betonowym chodniku otaczającym pole do gry. Kort został zlikwidowany w 2017 kiedy powiększono skwer[16].
- Osiedle zostało opisane w reportażu Barbary Łopieńskiej Za Żelazną Bramą (1974)[13]. Autorka opisała planowane przez architektów oryginalne pomysły, które nie zostały zrealizowane, m.in. ogrody i kawiarnie na dachach[17].
- Organizacja charytatywna Wielka Orkiestra Świątecznej Pomocy (1993) miała swoją pierwszą siedzibę w dwupokojowym mieszkaniu w bloku przy ulicy Grzybowskiej 30 w Warszawie na Osiedlu Za Żelazną Bramą[18].
- W 2009 powstał film autorstwa Austriaczki Heidrun Holzfeind pod tytułem "Behind the Iron Gate", pokazujący przede wszystkim życie mieszkańców osiedla oraz jego problemy urbanistyczne i architektoniczne[19].
- Obecnie jedynym dekoracyjnym i niefunkcjonalnym elementem osiedla jest żelbetowa rzeźba-fontanna w kształcie warszawskiej Syrenki, wykonana przez Ryszarda Kozłowskiego. Powstała równocześnie z osiedlem. Obiekt, w stanie lekko zdewastowanym, znajduje się w pobliżu bloku przy ul. Granicznej 4[6]. Na osiedlu (w pobliżu Hal Mirowskich) znajdował się jeszcze pomnik Juliana Marchlewskiego autorstwa Zofii Wolskiej i Zygmunta Stępińskiego, który odsłonięto 21 lipca 1968[20]. Pomnik został rozebrany w latach 90.
- Na dachach wieżowców osiedla znajdowały się w czasach PRL gigantyczne i podziwiane przez mieszkańców neony. Jeden przedstawiał trójwymiarową piłkę nożną i napis „Totalizator Sportowy”, a drugi (umieszczony na innym budynku) przedstawiał kolorowego koguta i napis „Cepelia”.
- Bloki osiedla znane są z długich, prostych korytarzy oświetlonych portfenetrami. Przez wiele lat po wybudowaniu bloków korytarze miały idealnie gładkie ściany i sufity. Korytarze te w latach 90. zostały znacznie oszpecone przez wyciągnięcie wszystkich instalacji wodociągowych oraz kabli elektrycznych na ściany oraz sufity jako plątaninę rur przypominającą niezbyt estetyczny i chaotyczny skład materiałów budowlanych. Dokonano tego przy okazji wymiany rur na nowe na całym osiedlu. Instalacje nie zostały schowane w murach ze względu na oszczędności spółdzielni.
- Wszystkie bloki na osiedlu miały w czasach PRL na krawędziach dachu po osiem dużych − czynnych nocą − czerwonych lamp tzw. oświetlenie przeszkodowe uniemożliwiające latającym po Warszawie śmigłowcom np. pogotowia ratunkowego lub milicji zderzenie z blokiem[21]. Lampy takie były rzadkością na osiedlach mieszkaniowych. Lampy dzięki swoim rozmiarom były widoczne również z poziomu ulicy i dodawały blokom wrażenia wielkomiejskości i nowoczesności wieżowców mieszkalnych (co można zobaczyć na archiwalnych zdjęciach magazynu „Stolica”). Po 1989 administracja osiedla przestała dbać o oświetlenie. Obecnie nie działa ono na żadnym z bloków.
- W bloku przy ulicy Grzybowskiej 9 uruchomiono w latach siedemdziesiątych pierwszy w Warszawie i w Polsce skomputeryzowany urząd pocztowy z futurystycznym, modernistycznym wystrojem wnętrz gdzie dominowały duże przeszklenia, zaokrąglone formy, jasne kolory, aluminiowe żaluzje, a także nie było żadnych murowanych ścian. Również pomieszczenia ukryte najgłębiej miały szklane ściany zarówno od strony ulicy, jak i wewnątrz (z luksferów oraz ze szkła akrylowego). Komputery i automaty umieszczone były po obu stronach lady, dla klientów i dla pracownic. Ówczesna prasa pisała, że dzięki nowoczesnym wynalazkom tylko w tym urzędzie nie tworzą się kolejki[22]. Pocztę sfilmowano w 1974 roku w komedii „Nie ma róży bez ognia”.
- Bloki mieszkalne na osiedlu miały w parterach wielkie szklane witryny z cienkimi czarnymi ramami. Efekt przypominał nowoczesne, wielkie okna z ogromnymi szybami bez podziałów popularne wtedy w Europie Zachodniej, m.in. w Holandii. Każda szyba o szerokości 2,5 m miała 3 m wysokości (7,5 m²). W latach 90. w ich miejsce wprowadzono szprosy przypominające krzyże i dzielące szyby na mniejsze oraz zainstalowano dwukrotnie grubsze ramy co zaburzyło oryginalną kompozycję architektoniczną pozbawiając ją lekkości i reprezentacyjności. W latach 90. wprowadzono również nową kolorystykę okien tzn. biel w miejsce oryginalnej eleganckiej czerni ram witryn w parterach. Czerń ram okien i drzwi w parterach w czasach PRL-u zastosowano po to aby dać ciekawy efekt kontrastu z białą elewacją podzieloną białymi oknami mieszkań prywatnych. Dopełnieniem efektu było zastosowanie na całym osiedlu latarni świecących światłem białym, rtęciowym oddającym wszystkie barwy widzialne. W latach 90 oświetlenie zamieniono na żółto-rude, sodowe zakłamujące rzeczywistość i oddające tylko część kolorów oraz malujące zieleń drzew na rudo czyli de facto uniemożliwiające podziwianie po zmroku kojącej zieleni drzew i krzewów, które wypełniają osiedle.
- W latach 90. zlikwidowano także oryginalne luksfery na fasadach budynków, które wcześniej doświetlały pomieszczenia dla czekających na windę i klatki schodowe, po czym zastąpiono je małymi oknami niedającymi spójnego efektu smukłej elewacji co zniszczyło precyzyjnie dopracowaną kompozycję szkła i muru stworzoną aby beton nie dominował w centrum miasta[23]. Oryginalne detale budynków oraz ich iluminację można zobaczyć na archiwalnych fotografiach w zbiorach Narodowego Archiwum Cyfrowego w sieci.

## Osiedle w kulturze masowej
- Na temat osiedla Iga Cembrzyńska nagrała utwór Co będzie za Żelazną Bramą (1968), inspirowany decyzją władz i blokowiskiem[24]. Nie stał się przebojem. Na osiedlu kręcono wiele filmów takich jak komedia Dzięcioł, która powstała w 1970 w nowym bloku mieszkalnym z charakterystyczną sceną Kaliny Jędrusik na tle szklanych luksferów[25]. Inne to m.in. Miś, W labiryncie i Punkt widzenia.
- Osiedle można oglądać w serialu „Najważniejszy dzień życia: gra” z 1974, gdzie pokazano również mieszkanie na tym osiedlu. Oryginalne fasady wieżowców z luksferami można zobaczyć w filmach Człowiek z M-3 (1968) i Godzina szczytu (1973).
- Na osiedlu w marcu 2008 powstał zespół hip-hopu i rocka alternatywnego Żelazna Brama[26].
- W jednym z bloków Osiedla Za Żelazną Bramą przy ulicy Pereca 2 dnia 26 września 2014 na parterze przy wyłączonych windach wystawiono spektakl operowy Wieża w reż. Karoliny Breguły z udziałem aktorów Warszawskiej Opery Kameralnej. Przedstawienie promował plakat z wizerunkiem samego Le Corbusiera. Spektakl wystawiono dzięki dofinansowaniu ze środków Ministra Kultury i Dziedzictwa Narodowego oraz Biura Kultury Urzędu m. st. Warszawy[27].